# Bisdom Nalgonda
Het bisdom Nalgonda (Latijn: Dioecesis Nalgondaensis) is een rooms-katholiek bisdom met als zetel Nalgonda, in India. Het bisdom is suffragaan aan het aartsbisdom Hyderabad. 

## Geschiedenis
Het bisdom werd opgericht op 31 mei 1976, uit delen van het aartsbisdom Hyderabad en het bisdom Warangal. 

## Parochies
Het bisdom had in 2021 een oppervlakte van 32.632 km2 en telde 6.947.275 inwoners waarvan 1,0% rooms-katholiek was.

## Bisschoppen
- Mathew Cheriankunnel (31 mei 1976 - 22 december 1986)
- Innayya Chinna Addagatla (17 april 1989 - 1 juli 1993)
- Joji Govindu (21 april 1997 - 31 juli 2021)
  - Anthony Poola (apostolisch administrator: 29 oktober 2022 - 30 april 2024)
- Karnam Dhaman Kumar (17 februari 2024 - heden)

## Galerij van afbeeldingen

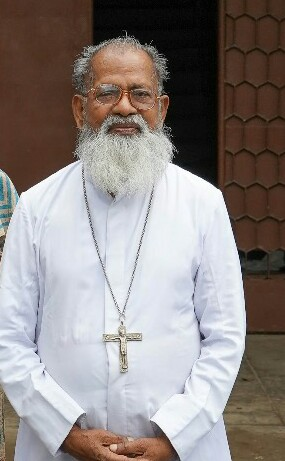
Bisschop Mathew Cheriankunnel (1976-1986)

Hyderabad (aartsbisdom) · Adilabad (Syro-Malabar) · Cuddapah · Khammam · Kurnool · Nalgonda · Warangal